# Замок Мойдрам
Замок Мойдрам (англ. Moydrum Castle, ірл. Caisleán na Magh Droma) — кашлен на Маг Дрома — замок Рівнини Дрома — один із замків Ірландії, розташований в графстві Західний Міт. Замок нині стоїть в руїнах, на околиці міста Атлон.

## Історія замку Мойдрам
Землі Маг Дрома після завоювання Ірландії Олівером Кромвелем були даровані англійським колоністам з Девонширу — родині Хендкок. Ця родина стала однією з найвідоміших і найбагатших династій землевласників в графстві Західний Міт.
Вільям Хендкок був депутатом парламенту Ірландії від Греттен та Атлон до розпуску парламенту Ірландії в 1800 році і включення Ірландії в Об'єднане королівство Великої Британії та Ірландії. Вільям Хендкок не дивлячись на те, що був нащадком англійських колоністів, активно виступав проти розпуску парламенту та проти унії з Англією. Але йому зробили пропозицію, проти якої він не міг відмовитись, в тому числі запропонували йому титул пера Великої Британії. І він голосував за Унію. У 1812 році Вільям Хендкок отримав титул І барона Кастелмайн.
Вільям Хендкок вирішив збудувати величний замок на своїх землях. Він звернувся до архітектора Річарда Моррісона з проханням реконструювати і розширити існуючий особняк. Замок був збудований в стилі псевдоготики та Ренесансу. Будівництво завершено було в 1814 році. Замок був описаний в «Топографічному словнику Ірландії» Семюеля Льюїса 1837 року видання як «гарне місце для проживання» та «міцний особняк з квадратними вежами та кожному куті, мальовничо розташований біля невеликого озера, оточений лісом та землями вотчини».
У 1880 році володіння IV барона Мойдрім склала 11 444 акрів землі. Лорди Кастелмайн були відомами членами Яхт-клубу Лох-Рі. Нині резиденція клубу знаходиться в Баллігласс, Гіллквартер, Атлон. Майор Г. С. Хендкок був почесним секретарем Яхт-клубу Лох-Рі, у 1920 році він був призначений головою комітету по розробці 18-ти футової шлюпки для Яхт-клубу Шеннон.
У 1916 році спалахнуло повстання за незалежність Ірландії, а в 1919 році почалась війна за незалежність Ірландії. Наслідки війни відчувались в графстві Західний Міт як ніде в Ірландії. На початку 1921 року британська армія спалила кілька будинків в південній частині графства Західний Міт. Це була каральна акція за дії загонів ІРА в цьому районі. Британська армія хотіла продемонструвати, що ніщо не буде лишатися безкарним. Замок Мойдрам належав депутату палати лордів і був обраний як символічна помста за проголошення незалежності Ірландії. У ніч на 3 липня 1921 року у замку були дружина і діти V барона Мойдрам. Вони були розбуджені стуком у двері і повідомленням, що замок горить. Баронаса і дочка мали трохи часу щоб забрати найцінніші речі, потім будівля була підпалена і замок згорів вщент.
Після створення Ірландської вільної держави землі маєтку Мойдрам розділені між місцевими селянами і продані місцевим фермерам Земельною комісією Ірландії. Барон і його родина ніколи не повертались в замок Мойдрам.
Фотограф Антон Корбін сфотографував замок Мойдрам для обкладинки четвертого студійного альбому ірландської рок-групи U2 в 1984 році. Проте виникла суперечка щодо прав власності на картину «Незабутнє попелище» в тонах сепії і музичні групі довелось виплати компенсацію.